# 格奥尔格·萨穆埃尔·德费尔

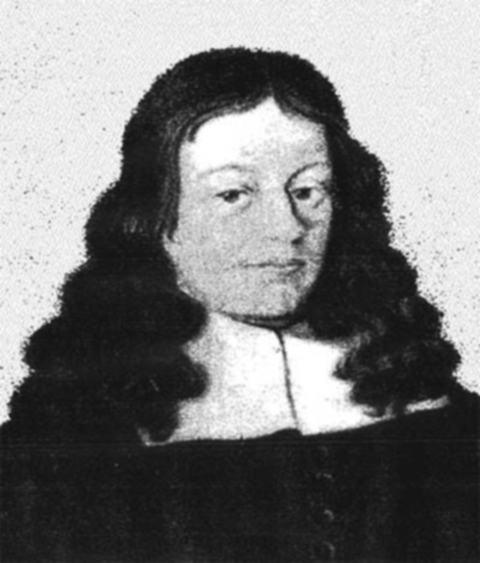
格奥尔格·萨穆埃尔·德费尔肖像

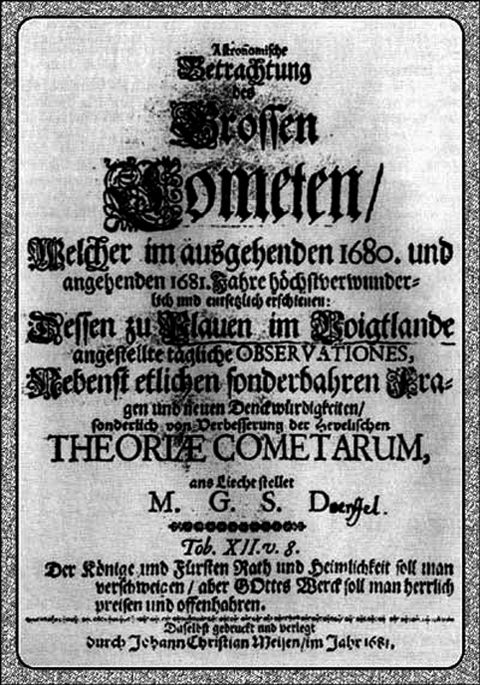
德费尔的主要论文扉页

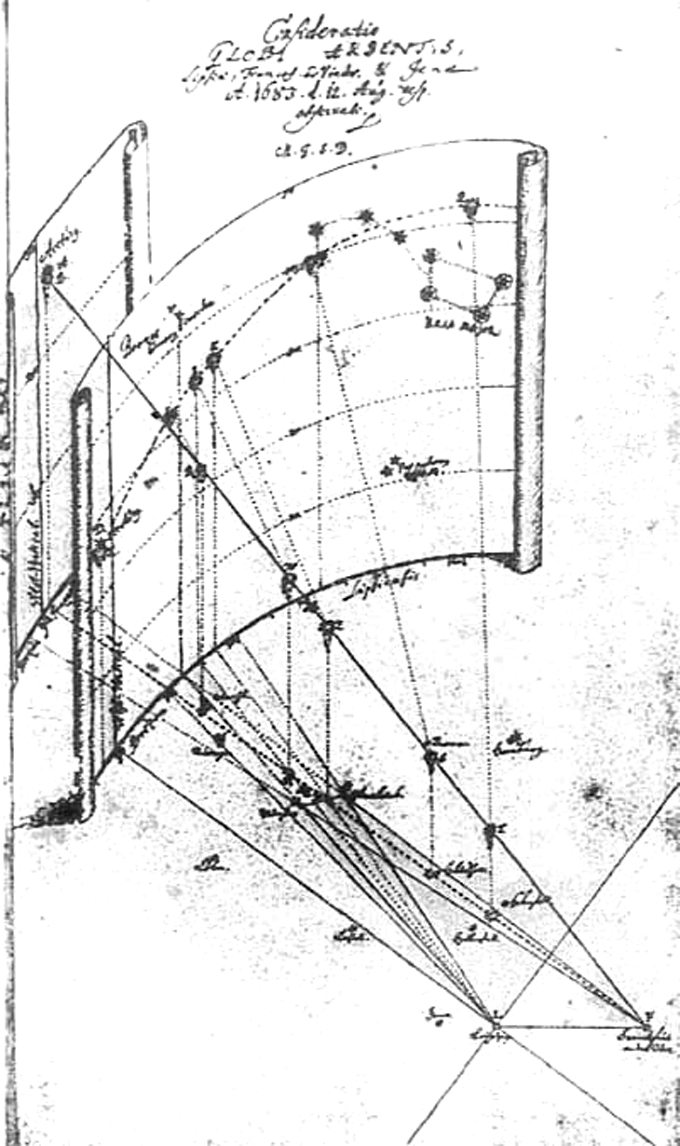
德费尔的天文绘图

格奥尔格·萨穆埃尔·德费尔（德語：Georg Samuel Dörffel；1643年10月11日—1688年8月6日），是一位十七世纪德国牧师和天文学家。 1681年，他提出的证据表明，彗星是以太阳为中心，作抛物线运行的天体。

## 生活和工作
格奥尔格·萨穆埃尔·德费尔1643年10月11日生于普劳恩一个传统的牧师家庭，祖父和父亲均从事该业。从普劳恩镇学校毕业后，1658年到莱比锡学习神学，1662年他来到耶拿，在那里接触到了数学、物理和天文学，1662年取得文学硕士学位，1667年决定到莱比锡继续研究神学。
在其它方面，德费尔致力于在工作之余使用简单的天文仪器研究天象。1672年父亲去世后，他接管了其职责，担任起奥贝罗萨（Oberlosa）和施特拉斯堡（Strassberg）乡村和社区执事。就在同一年，他发表了第一篇彗星论文，1663年和1687年陆续撰写了一些神学和数学著作-如1670年的《实用圣经阅读指南》，然而，对他来说天文学更具吸引力，他先后发表了大量的天文论文(仅彗星就有六篇)。
在他的主要论文《在上世纪1680年底和1681年初，大彗星的天文观测......》(普劳恩，1681年)中，他率先（牛顿万有引力理论出现前）用他的观察确认了彗星的路径是以太阳为焦点的抛物线。 1684年乔治·塞缪尔德费尔被任命为魏达教会机构总监。
德费尔一生结过三次婚，并且生活的相当富裕。1688年在魏达去世时年仅44岁。他的学术成就在100年后才得到认可。

## 荣誉
月球上的一座环形山、一颗小行星和魏达的一所学校以他的名字命名。在普劳恩，有一座他的纪念石和纪念碑

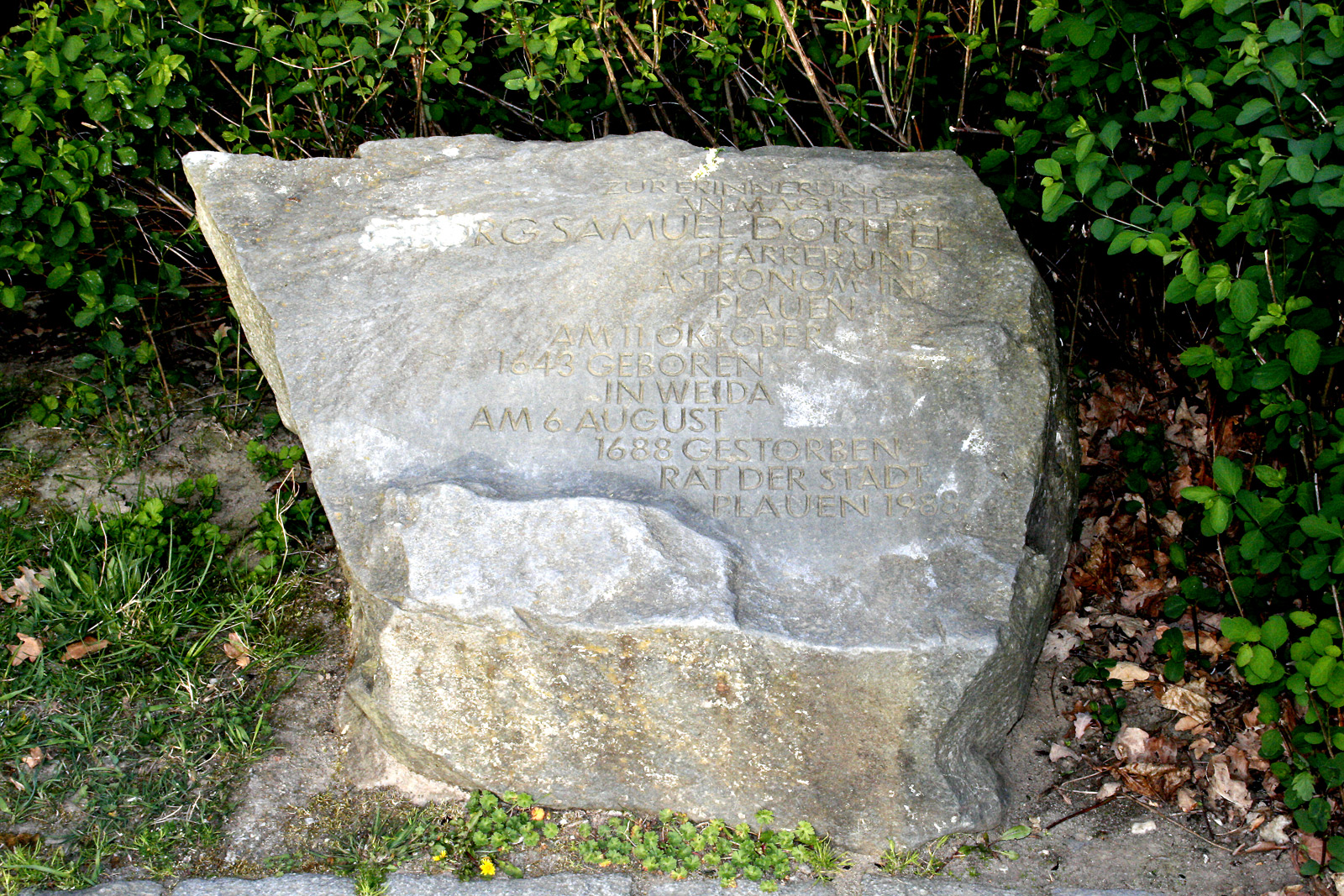
普劳恩的纪念石
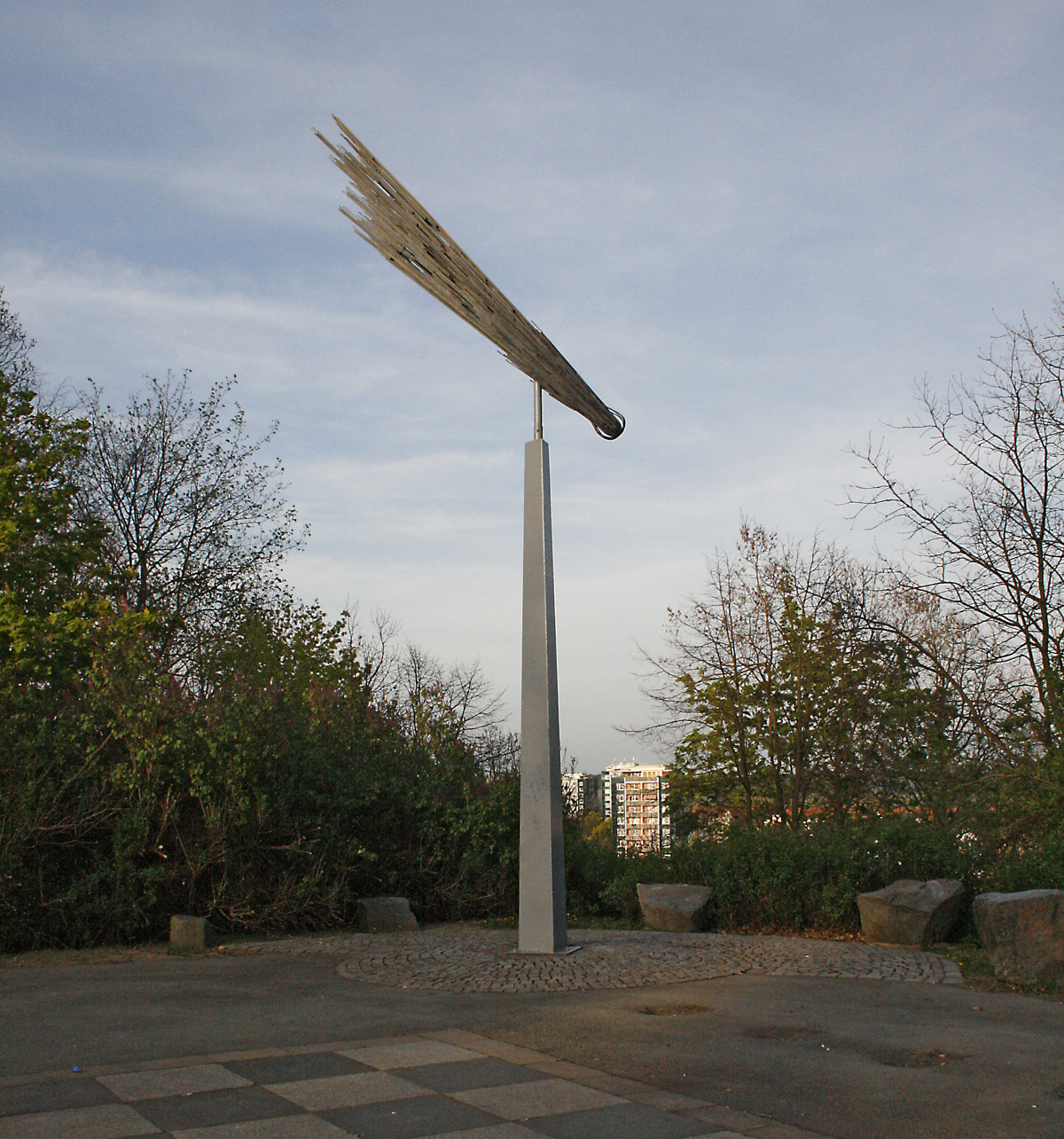
普劳恩的纪念碑